# 马志 (击剑运动员)
马志（1965年5月10日—），中国男子击剑运动员。在1988年夏季奥林匹克运动会上参加个人重剑项目。他也曾参加过1986年和1990年亚洲运动会。